# Vùng đặc quyền kinh tế của Việt Nam

Vùng đặc quyền kinh tế (EEZ) của Việt Nam

Việt Nam tuyên bố một vùng đặc quyền kinh tế (EEZ) rộng 1.395.096 km2 (538.650 dặm vuông Anh) với 200 hải lý (370,4 km; 230,2 mi) từ bờ biển.
Không bao gồm tất cả các vùng biển tranh chấp, Việt Nam có một vùng đặc quyền kinh tế không tranh chấp rộng 417,663 km2 (161,261 dặm vuông Anh). Con số này không bao gồm các khu vực EEZ của Quần đảo Hoàng Sa và Quần đảo Trường Sa. Việt Nam có tranh chấp chủ yếu với Cộng hòa Nhân dân Trung Hoa do đường chín đoạn.
Việt Nam có chiều dài bờ biển dài thứ 33 với 3,260 km (2,026 mi). Bờ biển này bao gồm phần lớn khu vực phía tây của Biển Đông và các phần phía nam giáp với EEZ của Malaysia và Brunei. Tổng diện tích đất liền, bao gồm cả các vùng nước nội địa, của Việt Nam là 331.212 km2 (127.882 dặm vuông Anh). Việt Nam có hàng chục đảo. Phú Quốc là hòn đảo lớn nhất với 574 kilômét vuông (222 dặm vuông Anh).

## Tranh chấp

Bản đồ này tiếp tục được sử dụng trên các phương tiện truyền thông, nhưng trên thực tế, Việt Nam không tuyên bố EEZ đến đường màu xanh lam, là sự ngoại suy dựa trên sự chiếu từ Quần đảo Hoàng Sa, mà Việt Nam đã tránh trong các đệ trình năm 2009 cho CLCS. Hình minh họa chính xác hơn về các tuyên bố của Việt Nam có thể được tìm thấy trong hình ảnh được đính kèm ở đầu bài viết này.

Tranh chấp của Việt Nam chủ yếu là với Trung Quốc. Việt Nam bác bỏ đường chín đoạn của Trung Quốc, kéo dài hơn nhiều so với 200 hải lý (370,4 km; 230,2 mi) từ bờ biển của Trung Quốc. Đường chín đoạn cắt thẳng qua Vùng đặc quyền kinh tế của Việt Nam trên Biển Đông và sẽ làm giảm EEZ của Việt Nam đi 3/4. Đường này cũng cắt đôi EEZ của Philippines và Malaysia. Brunei sẽ mất 90% EEZ của mình. Theo cựu Tổng thống Philippines Benigno Aquino III, "Tuyên bố chủ quyền lãnh thổ theo đường chín đoạn của Trung Quốc đối với toàn bộ Biển Đông là chống lại luật pháp quốc tế, đặc biệt là Công ước Liên Hợp Quốc về Luật biển (UNCLOS)". Việt Nam cũng bác bỏ tuyên bố của Trung Quốc, trích dẫn rằng nó vô căn cứ và chống lại UNCLOS.
Vào mùa xuân năm 2014, Trung Quốc và Việt Nam đã đụng độ nhau vì giàn khoan dầu Hải Dương Thạch Du của Trung Quốc trong EEZ của Việt Nam. Vụ việc đã khiến 17 người Việt Nam bị thương và làm hỏng cả tàu của Trung Quốc và Việt Nam.

### Quần đảo Hoàng Sa và Trường Sa
Quần đảo Hoàng Sa và Quần đảo Trường Sa đã được công nhận là một phần của Việt Nam vào năm 1954. Hội nghị Genève năm 1954 đã trao cho Việt Nam Cộng hòa quyền kiểm soát các lãnh thổ của Việt Nam ở phía nam Vĩ tuyến 17, bao gồm các hòn đảo ở Hoàng Sa và Trường Sa, ít nhất là theo cách giải thích của Việt Nam.
Năm 1974, Trung Quốc đã dùng vũ lực ở Quần đảo Hoàng Sa và chiếm đảo đảo Duy Mộng và nhóm đá Chữ Thập từ Việt Nam Cộng hòa. Từ những năm 1990, Trung Quốc vẫn chiếm đóng và kiểm soát tất cả các đảo thuộc Quần đảo Hoàng Sa. 
Việt Nam kiểm soát 29 thực thể của Quần đảo Trường Sa. Tuy nhiên, kể từ năm 2013, Trung Quốc đã và đang xây dựng các đảo nhân tạo trên các rạn san hô và các căn cứ quân sự làm thay đổi cán cân quyền lực có lợi cho Trung Quốc ở Biển Đông.